# نادي هاسلم لكرة اليد
نادي هاسلم لكرة اليد هو نادي كرة يد في النرويج تأسس في سنة 1938. يلعب في الدوري النرويجي لكرة اليد. وينافس حاليا في دوري أبطال أوروبا لكرة اليد.